# Alfred Horn
Alfred Horn (New York, 1918. február 17. – Los Angeles, 2001. április 16.) a hálóelmélet és az univerzális algebra területén végzett munkáival ismertté vált amerikai matematikus. Az 1951-ben megjelent munkájában (On sentences which are true of direct unions of algebra) leírt Horn-klózok, illetve Horn-tételek a későbbiekben a logikai programozás alapját képezték.

## Életrajz
Horn a Lower East Side-on született, Manhattanben. Szülei mindketten süketek voltak, Horn hároméves volt, mikor apja meghalt. Ekkor a gyerekek anyai nagyszüleikhez kerültek. Később Brooklynba költöztek, ahol Horn gyerekkora nagy részét töltötte tágabb családja körében.
Egyetemi tanulmányait előbb a  City College of New Yorkon, majd  a New York Egyetemen végezte, ahol matematikából szerzett mesterfokozatot. 1946-ban a berkeley-i Kaliforniai Egyetemen szerzett PhD-fokozatot, majd egészen visszavonulásáig itt tevékenykedett.
Nyolc év prosztatarákkal való küzdelem után 2001-ben halt meg a kaliforniai Pacific Palisadesben.

## Fordítás
Ez a szócikk részben vagy egészben  az   Alfred Horn című angol Wikipédia-szócikk ezen változatának fordításán alapul.  Az eredeti cikk szerkesztőit annak laptörténete sorolja fel. Ez a jelzés csupán a megfogalmazás eredetét és a szerzői jogokat jelzi, nem szolgál a cikkben szereplő információk forrásmegjelöléseként.